# محله آسی
محله آسی (به هندی: Mohalla Assi) فیلمی محصول سال ۲۰۱۸ و به کارگردانی چاندراپراکاش دیویدی است. در این فیلم بازیگرانی همچون سانی دئول، راوی کیشان، ساکشی تنور، سراب شوکلا، ماکش تیواری، راجندرا گوپتا ایفای نقش کرده‌اند.